# Pulsnitz
Pulsnitz (en alto sorabo, Połčnica) es una ciudad situada en el estado de Sajonia (Alemania). Tiene una población estimada, a fines de agosto de 2022, de 7394 habitantes.
Está ubicada en el distrito de Bautzen, en el borde occidental de la región histórica de la Alta Lusacia. Se encuentra a unos 10 km al sur de Kamenz y a unos 25 km al nordeste de Dresde. La ciudad es conocida en todo el país por su famoso pan de especias (Pulsnitzer Pfefferkuchen), que le ha valido el sobrenombre de Pfefferkuchenstadt ("Ciudad del pan de jengibre").

## Geografía
El casco antiguo se asienta en las colinas boscosas de Alta Lusacia, a 290 m de altitud, por encima del valle del río Pulsnitz, que nace en la localidad vecina de Ohorn. La ciudad tiene oficialmente solo un barrio, Oberlichtenau, aunque informalmente a veces se distinguen también los barrios de Friedersdor, Feldschlößchensiedlung y Mittelbacher.

## Historia
Como otras localidades de la Alta Lusacia, Pulsnitz aparece citada por primera vez en un documento datado el 19 de mayo de 1225. Se trataba en su origen de un asentamiento sorbio, que se fue germanizando al paso de los siglos, convirtiéndose en solar de una familia noble que construyó un pequeño castillo. La localidad obtuvo el privilegio de celebrar mercado en el reinado de Carlos IV de Luxemburgo, en 1355, y veinte años después obtuvo el título de villa. Las guerras husitas arrasaron la Alta Lusacia a comienzos del siglo XV, y Pulsnitz no se sustrajo a la destrucción, siendo saqueada por los husitas en 1429. De esta época agitada data el pequeño fuerte de Perfert.

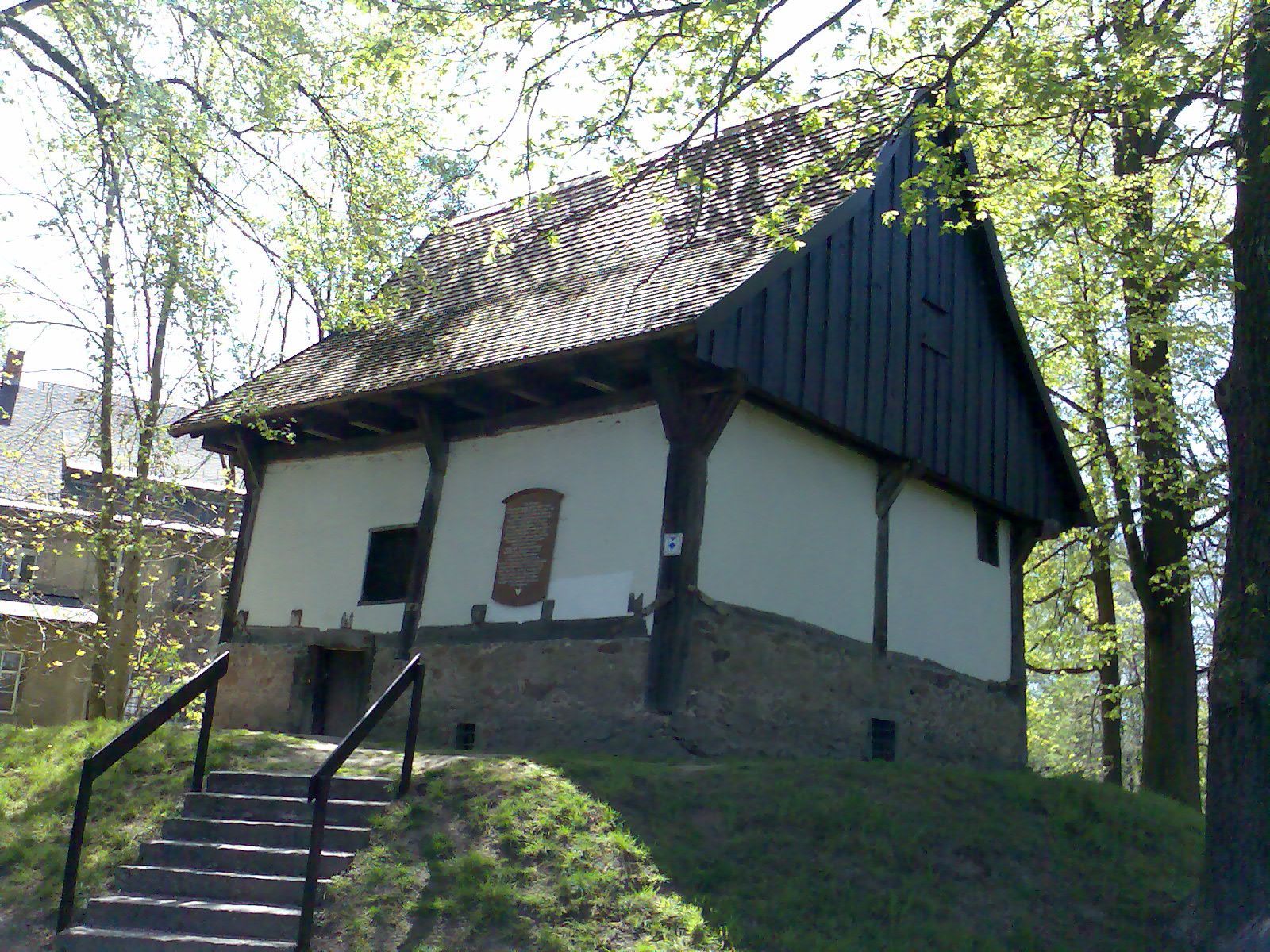
Fuerte de Perfert

Los panaderos de la villa obtuvieron el 1 de enero de 1558 el derecho a hornear el famoso pan de especias de la región, pero el florecimiento de esta industria artesanal derivó en un conflicto entre los ciudadanos y la nobleza. Hans Wolf von Schönberg, que había adquirido en 1580 el señorío de Pulsnitz a los hermanos von Schlieben, se hizo con el monopolio de todos los ingredientes necesarios para fabricar el Pfefferkuchen, lo que provocó la cólera del Consejo de la villa, que acudió al emperador. Von Schönberg sufrió incluso un intento de asesinato. El pastor Ricchius, hijo del que fuera primer pastor protestante de la ciudad, se solidarizó con los ciudadanos, pero fue destituido de su puesto.
La industria comenzó a desarrollarse en la ciudad con la llegada en 1869 del ferrocarril, al construirse la línea Arnsdorf-Pulsnitz-Kamenz. La conexión férrea dio lugar a un cierto auge industrial, con pequeñas y medianas empresas textiles y cerámicas.
Durante la Segunda Guerra Mundial, Pulsnitz se mantuvo en su mayor parte indemne, a pesar de los intensos combates desarrollados en la Alta Lusacia. Tras la guerra, Pulsnitz, como toda Sajonia, quedó incluida en la República Democrática Alemana, integrada en el distrito de Kamenz. Tras la Reunificación alemana, el municipio de Pulsnitz se anexionó en 1994 la localidad hasta entonces independiente de Friedersdorf, y en 2009 la de Oberlichtenau. El 1 de agosto de 2008, Pulsnitz pasó a formar parte del distrito de Bautzen, al absorber este el antiguo distrito de Kamenz.

## Lugares de interés

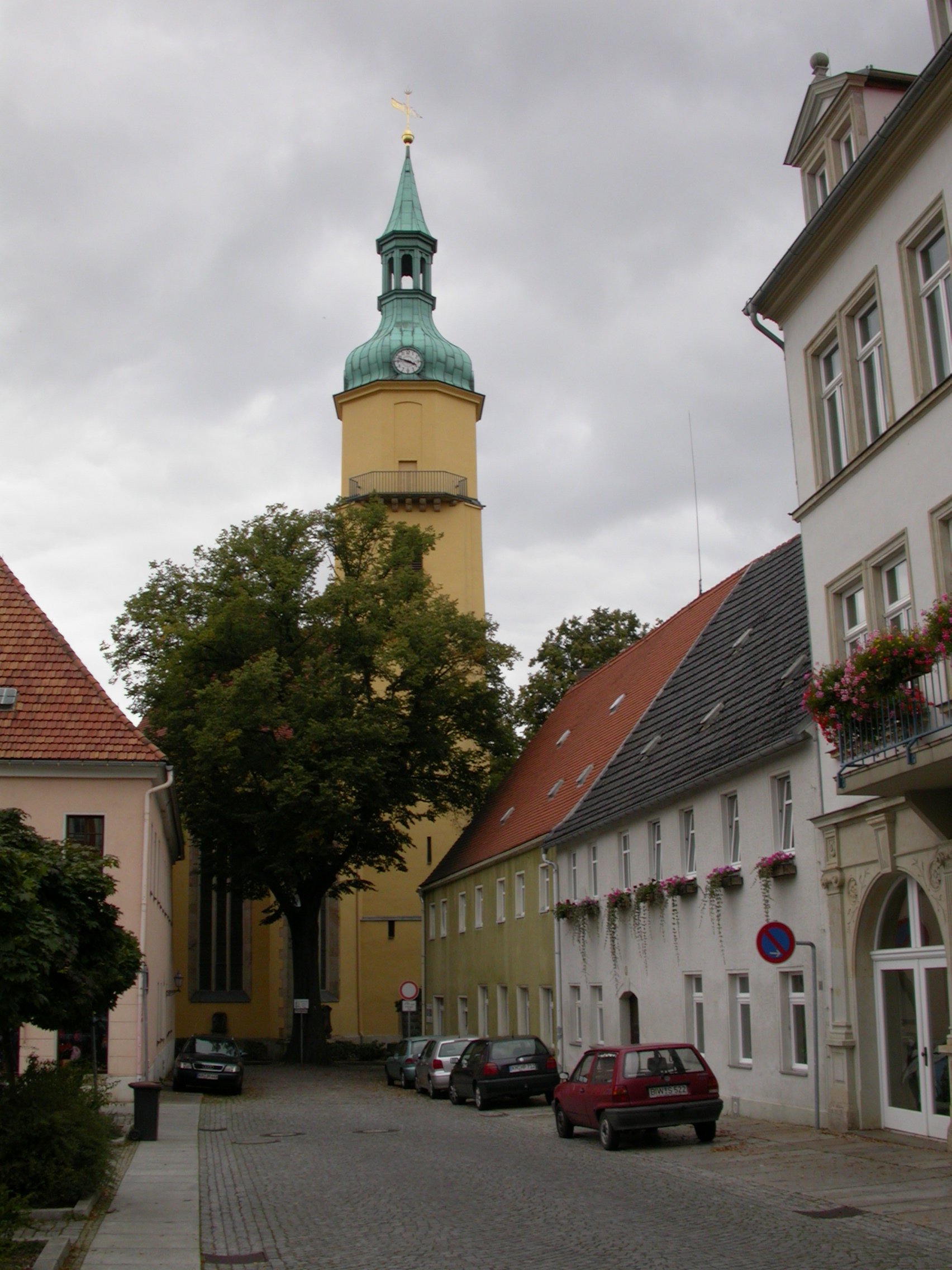
Iglesia de S. Nicolás.

- Iglesia luterana de San Nicolás (Nikolaikirche), construida en estilo gótico tardío
- Museo de la Ciudad.
- Fuerte Perfert, también llamado "Casa de los Husitas" (Hussitenhaus).
- Plaza del Mercado (Marktplatz), con sus edificios medievales y la estatua del escultor Ernst Rietschel, nativo de Pulsnitz, en el centro.
- Columna miliar postal (1731).
- Palacio barroco, construido entre 1718 y 1724, en Oberlichtenau
- Bibelgarten, o "Jardin de la Biblia", que contiene una réplica en miniature de una basílica bizantina.